# Juhani Himanka
Olavi Juhani Himanka (Tervola, 19 april 1956) is een voormalig profvoetballer uit Finland, die speelde als aanvaller gedurende zijn carrière. Hij beëindigde zijn actieve loopbaan in 1999 bij de Finse club KePS Kemi.

## Interlandcarrière
Himanka kwam – inclusief duels voor de olympische ploeg – in totaal 22 keer uit voor de nationale ploeg van Finland in de periode 1979-1982, en scoorde drie keer voor zijn vaderland. Hij maakte zijn debuut onder leiding van bondscoach Jiří Pešek op 13 september 1979 in de olympische kwalificatiewedstrijd tegen West-Duitsland (2-0) in Oberhausen, net als Jarmo Kaivonurmi en Tuomo Hakala. Himanka, bijgenaamd Hiski, vertegenwoordigde zijn vaderland een jaar later bij de Olympische Spelen in Moskou, waar Finland werd uitgeschakeld in de eerste ronde.

## Erelijst
OPS Oulu
- Fins landskampioen

1979, 1980